# Crisi aziendale
La crisi aziendale è un avvenimento esogeno o endogeno di tale virulenza da rischiare di pregiudicare la continuità operativa di un'organizzazione, sia essa un'azienda, un'istituzione pubblica, o un partito politico. La crisi determina l'attivazione urgente di procedure per la salvaguardia reputazionale dell'organizzazione stessa, codificate in letteratura in appositi schemi di gestione della crisi, detti di crisis management. Nessuna strategia di gestione della crisi può tuttavia essere realmente efficace senza un'adeguata preparazione, il che include l'intercettazione dei cosiddetti "segnali deboli di crisi", un bagaglio di conoscenze relative al contesto ambientale ed una pianificazione strategica opportuna, inclusa una costante attività di simulazione preventiva dei vari scenari di crisi, in quanto la crisi polverizza le strutture normali di risposta e può rendere impossibile una buona comunicazione sia all'interno che all'esterno della comunicazione.
Louis Crocq, psichiatra francese e docente all'Università di Parigi V, ha affermato: "Nel mondo attuale, la parola crisi è molto utilizzata sul piano collettivo: per esempio, la crisi economica come quella del giovedì nero del 24 ottobre 1929 e la crisi finanziaria del 2008-2009, le crisi politiche come quelle che hanno segnato la IV Repubblica Francese con il successivo rovesciamento dei governi deboli; le crisi delle relazioni internazionali come quella dell'ottobre 1938 a Monaco di Baviera, la crisi di Suez e la crisi del Golfo nel settembre 1990; ma anche crisi più limitate, circoscritte a una istituzione o a un'impresa. È da notare che queste differenti crisi possono durare qualche giorno o qualche settimana come pure prolungarsi per diversi mesi o, addirittura, per parecchi anni".

## Gestione
La gestione di una crisi richiede rapidità di risposta operativa, velocità nella gestione dei flussi di comunicazione internamente alle organizzazioni, abilità e competenza nell'ottimizzazione delle risorse tecniche e professionali. Nello scenario strutturalmente dinamico tipico di una situazione di crisi, il fattore tempo si rivela sempre vitale. Indipendentemente dall'entità della crisi, essa rappresenta comunque un momento di prova per l'organizzazione, di ridefinizione e revisione o di potenziamento degli obiettivi, e mette a nudo le capacità organizzative delle istituzioni coinvolte e le loro culture, aprendo nuove reti di relazioni con persone ed organizzazioni e riattivando legami stabiliti in precedenza. La crisi può divenire anche fonte di opportunità, ecco perché come l'organizzazione sceglie di gestire la crisi, soprattutto nelle sue fasi iniziali, ne indirizzerà successivamente gli esiti in senso positivo o negativo.

### Principali fattori di rischio
I principali fattori che possono esporre al rischio di una crisi sono disastro naturale, errore umano, guasto meccanico, debacle tecnologica, sabotaggio, estorsione, attacchi esterni, pratiche finanziarie discutibili, corruzione, riorganizzazioni o licenziamenti, crash nei sistemi di comunicazione, problemi sindacali o politici tali da recare pregiudizio al business, contingenze internazionali ostili, e - non ultima - diffusione di notizie false al fine di nascondere o ridurre l'impatto di una crisi. La fonte principale di criticità, causa primaria di rischio, è quella legata al controllo della diffusione delle informazioni, imprescindibile in caso di imprevisto. La tempestività richiesta per affrontare la crisi pone il problema dell'immediata circolazione di informazioni sullo stato di avanzamento delle procedure di gestione della crisi stessa e sulle conseguenze - reputazionali e non solo - della crisi su tutti i portatori d'interesse coinvolti. La gestione delle crisi dovrebbe essere affidata preferibilmente a figure professionali in grado di indirizzarne gli esiti a favore dell'organizzazione e di integrare le numerose conoscenze necessarie a garantire lo sviluppo positivo di una gestione di crisi, i cosiddetti crisis manager, consulente dalla crisi. L'informazione dev'essere elaborata e diffusa proprio tramite la molteplicità di canali di cui l'organizzazione dispone. Non si possono certamente comprendere e prevedere tutte le variabili in gioco ne disporre di tutte le informazioni, ma tipologizzare preventivamente la crisi secondo i diversi fattori di rischio aiuta ad ottimizzare le azioni e le soluzioni, cioè a strutturare un efficace piano di comunicazione della crisi.

### Il ruolo della comunicazione nella gestione della crisi di un'organizzazione
La comunicazione contribuisce a definire tempi e modi di reazione e, mediante una politica improntata a trasparenza e correttezza, incide sulla risoluzione della crisi, creando anche nuove opportunità reputazionali per l'organizzazione. Pur non potendo, da sola, determinare il successo nella gestione di una crisi, essa rappresenta comunque uno dei veicoli più efficaci per il mantenimento di buone relazioni tra l'organizzazione e i suoi portatori d'interesse.
La complessità nella gestione dei flussi di comunicazione richiede l'integrazione di tutti gli strumenti disponibili, come relazioni pubbliche, pubblicità e promozione tradizionale e non convenzionale, comunicazione interna, marketing, strategia digitale, armonicamente organizzate sulla base di un apposito piano di gestione della crisi elaborato normalmente dall'organizzazione in via preventiva.